# 宇都宮短期大学附属中学校・高等学校

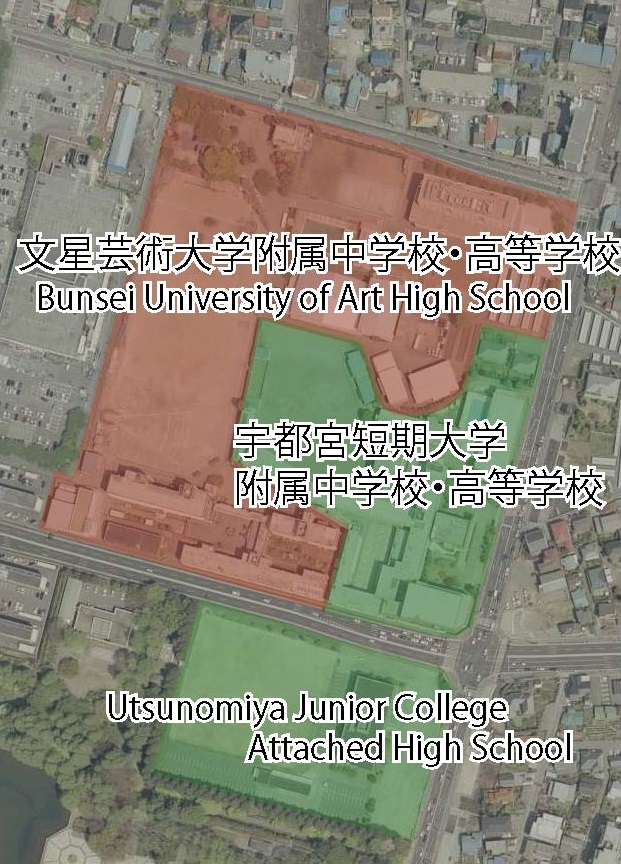
宇短附と文星芸大附中・高（2010年）
出典：『国土交通省「国土画像情報（カラー空中写真）」（配布元：国土地理院地図・空中写真閲覧サービス）』

宇都宮短期大学附属中学校・高等学校（うつのみやたんきだいがくふぞくちゅうがっこう・こうとうがっこう、Utsunomiya Junior College Attached Junior High School, Utsunomiya Junior College Attached High School）は栃木県宇都宮市睦町にある学校法人須賀学園が運営する私立の中学校・高等学校。略称は「宇短附（うたんふ）」である。（年配者には旧校名から「須賀（スカ）さん」と呼ばれる場合もある）

## 概要
1900年11月3日に創設者須賀栄子によって設立された共和裁縫女学校を源流とする。 栃木県内では珍しい調理科を有する学校（県内では他に佐野清澄高等学校のみ）としても知られる。
現校名へ変更の背景
1968年に、宇都宮須賀高等学校から宇都宮短期大学附属高等学校に改称した理由として「創立七十周年を迎えるのですから、宇都宮短期大学ができたことを契機に、総合高等学校として思い切って脱皮をはかろう、そして誕生したばかりの宇都宮短期大学の名前も大いに広めたいという狙いがあった」という。

## 沿革
（特記以外の出典は公式サイト）
- 1900年（明治33年）11月3日 - 宇都宮市西塙田町に共和裁縫教習所（須賀学園）を開校[4]
- 1902年（明治35年） - 共和裁縫女学校に改称
- 1924年（大正13年）4月 - 宇都宮須賀女学校となる[5]
- 1932年（昭和7年）4月 - 宇都宮女子高等職業学校に校名を変更
- 1945年（昭和20年）7月12日 - 宇都宮空襲により全校舎焼失。
- 1946年（昭和21年）4月1日 - 宇都宮市睦町(現在地、元陸軍野砲兵連隊跡)に移転、須賀高等女学校となる
- 1947年（昭和22年）4月 - 学制改革により須賀中学校を併設
- 1948年（昭和23年）4月1日 - 学制改革により宇都宮須賀高等学校と改称（普通科・家政科・商業科）。
- 1949年（昭和24年）12月 - 須賀学園家庭専門部を併設
- 1951年（昭和26年）1月 - 私立学校法の制定により学校法人須賀学園に組織変更
- 1964年（昭和39年）4月1日 - 高等学校に音楽科を設置。制服をブレザー型に変更[6]
- 1968年（昭和43年）9月1日 - 宇都宮須賀高等学校を宇都宮短期大学附属高等学校に校名を変更
- 1970年（昭和45年）4月1日 - 高等学校に調理科を設置。
- 1983年4月1日 - 宇都宮短期大学附属中学校を新設。
- 1988年4月1日 - 高等学校の家政科は生活教養科、商業科は情報商業科となる
- 1992年（平成4年） - 4月に制服デザイン変更。年末に宇都宮市幸町にテニスコートである第3グラウンド新設[6]
- 1993年（平成5年）10月 - 総合体育館完成[7]
- 2005年（平成17年）9月1日 - 隣接地の日本たばこ産業宇都宮支店を購入、改装し、須賀学園教育会館を開設[8]。
- 2010年4月1日 - 制服とスクールバッグのデザイン変更[9]。
- 2017年（平成29年）6月30日 - 宇都宮市飯田町に硬式野球場である第4グラウンド落成

## 附属校
- 宇都宮共和大学（旧称・那須大学）
- 宇都宮短期大学

## 著名な卒業生
- 中丸三千繪 - オペラ歌手[7]
- 沼尾みゆき - ミュージカル女優
- 菅野祐悟 - 作曲家、音楽プロデューサー
- 田村まい - 作曲家、編曲家   （1年在籍）
- 森朱美 - ソプラノ歌手[10]
- 黒崎隼人 - プロサッカー選手
- 山本廉 - プロサッカー選手
- ベリー大坪 - お笑い芸人
- 河村拓哉 - QuizKnockライター、YouTuber
- 大島千穂 - 元茨城放送アナウンサー
- 近藤きらら - ミュージカル俳優
- 藤野りさ - ミュージカル俳優[11]
- 渡辺けあき - プロボウラー、声優、第45回（2013年度）『ミス日本「海の日」』
- 寺内千穂 - 2020ミス・インターナショナル日本代表[12]
- 石橋佳子 - ミュージシャン (音楽ユニット C;ON アルトサックス担当)[13]
- 杏実 - ミュージシャン (音楽ユニット C;ON ピアノ、キーボード、キーター担当)[13]
- 島岡桂 -  陶芸家
- 松田純 - 元グラビアアイドル
- 小室昂大 - バスケットボール選手

## 制服
（出典は公式サイト）
冬服
男子:ブレザー・スラックス・ネクタイ
女子:ブレザー・リボン・スカート・（スラックス）
夏服
男子:半袖シャツ・スラックス
女子:半袖シャツ・スカート（チェック柄）・（スラックス）
夏服ではネクタイやリボンは着用しない。男女ともにオーバータイプのシャツである。
この他、セーター、ニットベスト、オーバーコート、マフラー、補助バッグ、通学用鞄が指定されている。また、靴下や靴の色が定められている。
体操服の短パンは以前はジョギングパンツ型のものが使われていた。Victory製で紺色白ライン。インナーはないタイプ。

## 購買・売店
食堂
須賀学園教育会館1階に設けられているが、高等学校の生徒については新型コロナウイルス感染症対策のため利用できない。
セブンイレブン自動販売機
新型コロナウイルス対策の一環として2021年5月6日より同校普通科進学コース卒業生（セブンイレブン4店舗を運営するオーナー）の協力で校内に自動販売機を設置。
売店
落合書店MARCHE・落合書店PLUS　- 購買として2016年（平成28年）度からファミリーマートに代わって出店。落合書店が扱う文具等のほか、ヤマザキYショップのフランチャイジーとして食品や地産地消の野菜や米等も販売。営業時間は、平日・土曜日等の授業日：7：15〜13：15の6時間。また、こちらもファミリーマート時代からの購買部の役割を担ったほか、高校情報商業科のインターンシップを受け入れをしており、本来の書店の役目として、教科書・副教材の受注や各種英検等の資格取得の検定料の徴収業務も行っている。
校内の全面キャッシュレス化
校内の落合書店MARCHE・落合書店PLUS・セブンイレブン自動販売機・各自動販売機はキャッシュレス化を進めている。